# Myrmecaelurus simplicis
Myrmecaelurus simplicis is een insect uit de familie van de mierenleeuwen (Myrmeleontidae), die tot de orde netvleugeligen (Neuroptera) behoort. 
Myrmecaelurus simplicis is voor het eerst wetenschappelijk beschreven door Krivokhatsky in 1992.